# 出线了，初恋
《出线了，初恋》（英語：The Emergence Of First Love），2019年中国偶像剧。由陈子由、郑合惠子领衔主演，芒果TV于2019年4月30日首播。

## 播出时间
| 频道   | 所在地 | 播出日期      | 播出时间 | 备注 |
| ------ | ------ | ------------- | -------- | ---- |
| 芒果TV | 中国   | 2019年4月30日 |          |      |

## 演员列表

### 主要演员
| 演員     | 角色   | 介紹 |
| 陳子由   | 霍子昂 | 是一位足球天才，性格陽光，調皮又熱情，開朗活潑的他知道自己要什麼，是一個為了目標和夢想堅持不懈努力奮鬥的人，充滿了積極的正能量。喜歡華西兮，在華西兮的鼓勵下，身負腳傷也上場比賽。 |
| 鄭合惠子 | 華西兮 | 華明軒的妹妹，二次元靈魂漫畫家。幫助霍子昂與孫修傑化解誤會再續兄弟情，不知不覺間含入了愛情與友情之間的困境，成為三角戀，最後選擇了子昂。                                           |

### 其他演员
| 演員   | 角色   | 介紹 |
| 楊業明 | 孫修傑 | 23歲，巨蟹座。團隊未來之光，與霍子昂少年時曾是最好的兄弟，卻因為誤會决裂，經過華西兮堅持不懈地調節，二人才解開多年心結再續兄弟情。可是，兄弟倆在與“護草使者”西兮的接觸中，都已不知不覺得被这个堅韌可愛、鬼馬機靈的女生所吸引。西兮的死忠粉，名為點球，同樣喜歡西兮，最後放棄追求西兮，並以朋友身份開導以及鼓勵西兮與子昂，在背後支持著他們。 |
| 李九霖 | 華明軒 | 華西兮的哥哥，是有輕微妹控的哥哥。初是不擅表達的人，後發現陸心怡喜歡他後，逐漸變成情話達人。與心怡是男女朋友，後來成為夫婦。 |
| 孫嘉璐 | 陸心怡 | 極光隊教練陸海的女兒，知性女演員，與華明軒是男女朋友，後成為夫婦。 |
| 榮梓希 | 杜莎莎 | 喜歡霍子昂，是霍子昂的青梅竹馬，後與關鍵成為男女朋友。 |
| 傅天驕 | 雷音   | 驚雷隊教練，曾擔任極光隊助教。 |
| 白凡   | 陸海   | 陸心怡的父親，極光隊的教練，華西兮媽媽的朋友。 |